# Монњод (Долина Аосте)
Монњод је насеље у Италији у округу Долина Аосте, региону Долина Аосте.
Према процени из 2011. у насељу је живело 208 становника. Насеље се налази на надморској висини од 1552 м.